# Народное искусство
Народное и традиционное искусство уходит корнями в культурную жизнь сообщества. Оно охватывает часть выразительной культуры, связанную с областями фольклора и культурного наследия. Материальное народное искусство включает в себя предметы, которые создаются и используются в традиционном сообществе. Нематериальное народное искусство включает в себя такие формы, как музыка, танцы и повествовательные структуры. Каждое из этих искусств, как материальное, так и нематериальное, первоначально было разработано для удовлетворения реальных потребностей. Как только эта практическая цель будет потеряна или забыта, нет никаких оснований для дальнейшей передачи, если только объект или действие не были пронизаны смыслом, выходящим за рамки его первоначальной практичности. Эти жизненно важные и постоянно оживленные художественные традиции формируются ценностями и стандартами совершенства, которые передаются из поколения в поколение, чаще всего в семье и обществе, посредством демонстрации, разговора и практики.
Именно эти культурные артефакты, как материальные, так и нематериальные, становятся компетенцией фольклориста и историка культуры. Они стремятся понять значение этих культурных форм в обществе, изучая их создание, передачу и исполнение, посредством которых выражаются ценности и структура сообщества. Затем становится важным документировать эти традиционные акты и их значение. Как члены сообщества, так и другие должны быть осведомлены о важности этих традиционных объектов и действий в жизни сообщества. И, наконец, празднование этих искусств должно стать активной демонстрацией и заявлением для членов этого сообщества.

## Исполнение народного искусства
В дополнение к материальным объектам народного изобразительного искусства, существует вторая широкая категория народного искусства, которая включает в себя нематериальные формы искусства, такие как народная музыка и народная песня, народные танцы и различные виды повествовательных структур. Эта категория является частью исполнительского искусства. Эти нематериальные формы народного искусства были созданы только во второй половине XX века, когда в обсуждениях среди фольклористов доминировали термины «исследование фольклора» и «текст и контекст». Исполнение часто связано со словесными и обычными преданиями, в то время как контекст используется при обсуждении материальных знаний. Обе формулировки предлагают разные точки зрения на одно и то же фольклорное понимание, в частности, что фольклорные артефакты должны оставаться встроенными в их культурную среду, если мы хотим понимание их значения для сообщества.
Концепция культурного (фольклорного) исполнения является общим для этнографии и антропологии среди других социальных наук. Культурный антрополог Виктор Тернер определил четыре универсальные характеристики культурного исполнения. Это игривость, фрейм, использование символичного языка и использование сопряжённого настроения. В исполнении зрители покидают повседневную реальность, чтобы перейти в режим выдумки, «а что если». То, что это хорошо подходит ко всем типам словесных традиций, музыки и движений, где реальность мало находит фундамента среди символов, фантазий и нонсенса народных сказаний, пословиц и шуток, само собой очевидно. Обычаи и знание детей и игр также легко вписываются в язык фольклорного представления.
- Детский фольклор
- Исследования видеоигр
- Народный танец
- Народная музыка
- Народная песня

## Поддержка организаций
Организация Объединенных Наций признает и поддерживает культурное наследие во всём мире, в частности, с Международной организацией народного искусства IOV, в партнерстве с ЮНЕСКО. Их заявленная миссия заключается в «продолжении народного искусства, обычаев и культуры по всему миру посредством организации фестивалей и других культурных мероприятий, … с акцентом на танцы, народную музыку, народные песни и народное искусство». Поддерживая международные обмены группами народного искусства, а также организацию фестивалей и других культурных мероприятий, их цель — способствовать международному взаимопониманию и миру во всём мире.
В США Национальный фонд искусств помогает пониманию и устойчивости культурного наследия в США и во всём мире посредством исследований, образования и участия общественности. Они выявляют и поддерживают стипендиатов народного искусства NEA в квилтинге, железообработке, резьбе по дереву, керамике, вышивке, плетении, ткачестве, а также другим связанным с ними традиционным искусствам. Руководящие принципы NEA определяют в качестве критериев для этой награды проявление «аутентичности, совершенства и значимости в рамках конкретной традиции» для выбранных художников. (Руководство NEA)». В 1966 году, первому году финансирования NEA, поддержка национальных и региональных народных фестивалей была определена в качестве приоритета с первым грантом, предоставленным в 1967 году Национальной ассоциации фольклорных фестивалей. Фестивали фольклора уже давно отмечаются по всему миру для поощрения и поддержки образования и участия в жизни различных этнических общин.

## Ассоциации
- Американское общество народного искусства
- Международная организация народного искусства IOV в партнёрстве с ЮНЕСКО
- Национальный эндомент искусств